# Elefantengebäude (Bangkok)
Das Elefantengebäude (englisch Elephant Building oder Elephant Tower; thailändisch ตึกช้าง, RTGS Tuek Chang) ist ein 102 Meter hohes Gebäude im Bezirk Chatuchak im Norden der thailändischen Hauptstadt Bangkok. Es hat 32 Stockwerke, wurde 1997 fertiggestellt und ähnelt in seiner Gestalt einem Elefanten. Der Entwurf stammt von Ong-ard Satrabhandhu. Es besteht aus drei einzelnen Türmen, welche durch die oberen Stockwerke miteinander verbunden sind. Zwei der drei Türme beherbergen Büros, im dritten Turm befinden sich Wohnungen.
Das Gebäude wurde in einem Listicle der Fachzeitschrift Architectural Digest als eines der hässlichsten Hochhäuser der Welt aufgeführt.